# Nyctiphrynus rosenbergi
Nyctiphrynus rosenbergi е вид птица от семейство Caprimulgidae. Видът е почти застрашен от изчезване.

## Разпространение
Видът е разпространен в Еквадор и Колумбия.